# Zariadris Ier de Sophène
Zariadris ou Zariadrès (arménien : Զարեհ Zareh) fut roi de Sophène vers 188.

## Biographie
Strabon indique qu'un « général  » du roi Antiochos III nommé Zariadrès s'empare de la Sophène vers 200 a.v. J-C.
À la suite de la défaite d'Antiochos III face aux Romains lors de la  Bataille de Magnésie en 190, Zariadris et Artaxias se révoltent avec l'accord de Rome et se proclament rois  selon les termes de la  Paix d'Apamée en 188 a.v. J-C : Zariadris sur la Sophène et Artaxès  sur le royaume d'Arménie. Strabon précise qu'ils « unirent leurs efforts pour s'agrandir aux dépens des nations voisines » . Zariadris serait enfin le fondateur éponyme de la ville de Zaréhavan.
Il est possible que Zariadris (Dsariadres) soit le père d'Abdissarès, bien que selon les rares documents historiques Abdissarès règne avant Zariadrès. Le nom inscrit est « Dsariadris » qui semble être une corruption grecque de celui de « Bagdassar ». Selon une hypothèse ce roi Bagdassar est contraint d'accepter la suzeraineté du roi Antiochos III, mais demeure un Satrape, payant tribut jusqu'à la bataille de Magnésie après laquelle il reprend son indépendance. Strabon qui écrit 200 ans après ces événements peut ne pas avoir fait preuve de précision.
Environ une douzaine de bornes frontières en pierre ont été découvertes sur le territoire de l'Armenie moderne de l'époque du règne du roi Artashes avec des inscriptions en caractères Araméens, avant la découverte de l'existence de ses bornes elles avaient été attestées par Moïse de Chorène. Dans les inscriptions Artashes est présenté  comme issu de la dyanstie Orontides: « Roi Artaxias, le fils de l'Orontide Zariadrès».